# Begovaïa (métro de Saint-Pétersbourg)
Pour les articles homonymes, voir Begovaïa.
Begovaïa (en russe : Бегова́я) est la station terminus nord-ouest de la ligne 3 du Métro de Saint-Pétersbourg. Elle est située dans le raïon de Primorski, à Saint-Pétersbourg en Russie.
Mise en service en 2018, elle est desservie par les rames de la ligne 3 du métro de Saint-Pétersbourg.

## Situation sur le réseau

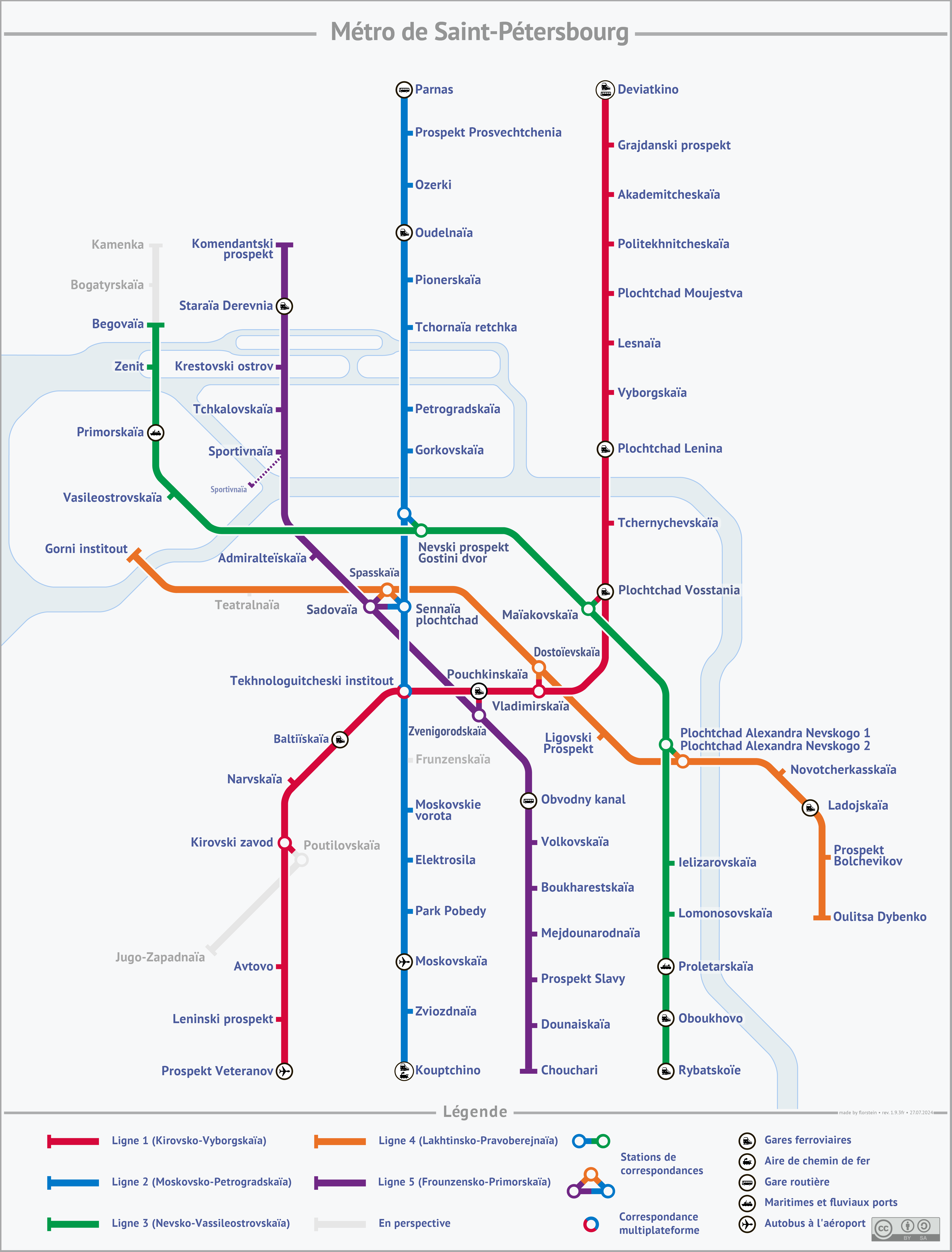
Plan du métro.

Établie en souterrain à 20 m de profondeur, Begovaïa est la station terminus nord-ouest de la ligne 3 du métro de Saint-Pétersbourg. Elle est située avant la station Zenit, en direction du terminus sud-est Rybatskoïe.
La station dispose des deux voies de la ligne encadrées par deux quais latéraux.

## Histoire
La station Begovaïa est mise en service le 26 mai 2018, lors de l'ouverture à l'exploitation du prolongement de Primorskaïa au nouveau terminus de Begovaïa, station de métro la plus à l'ouest en Russie, renommée en 2014, elle doit son nom à une rue proche.

## Services aux voyageurs

### Accès et accueil
Au nord, la station dispose de deux édicules d'accès donnant sur le vestibule, en relation avec les quais par deux tunnels en pente équipés d'escaliers mécaniques.

Installations
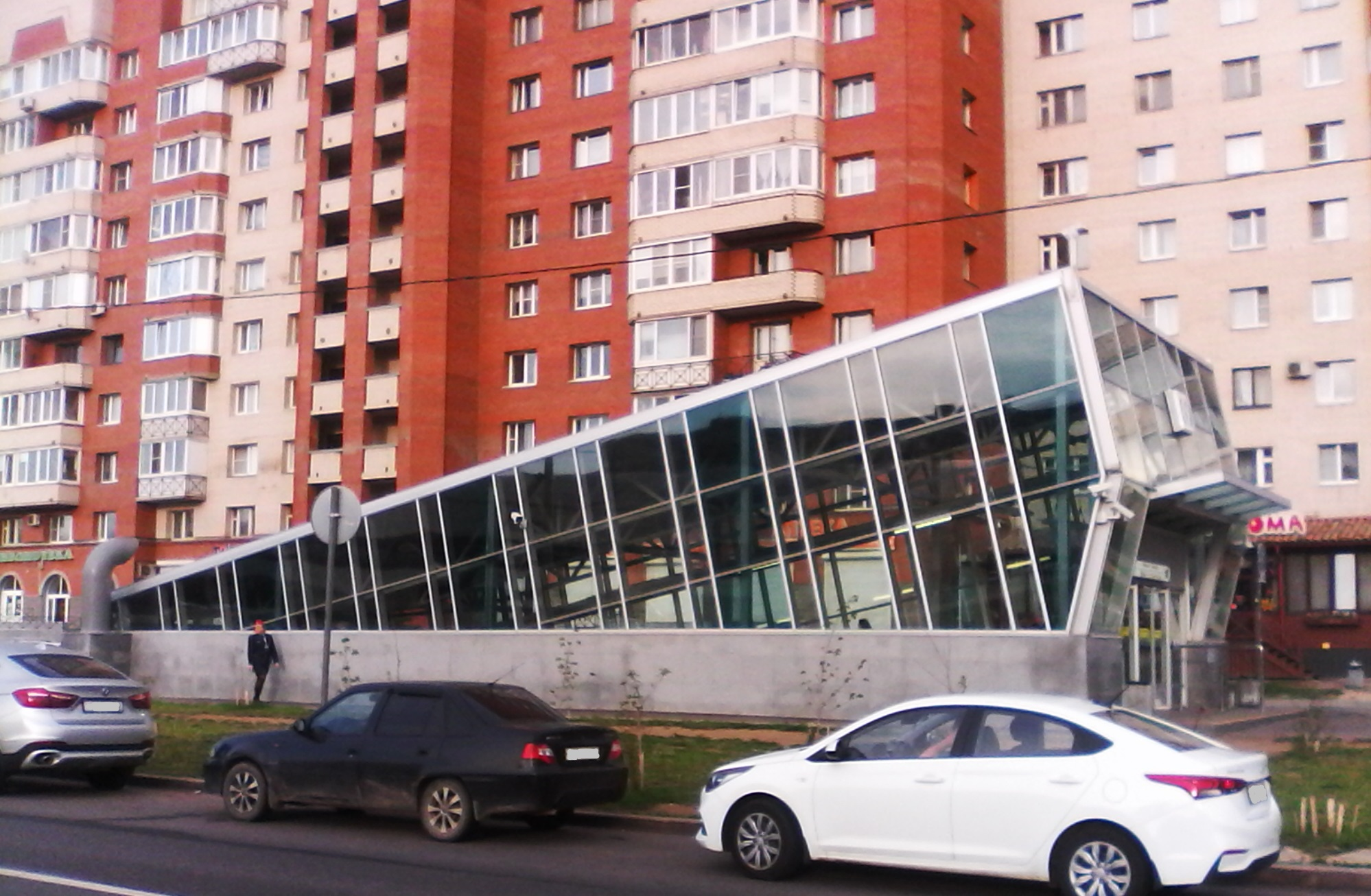
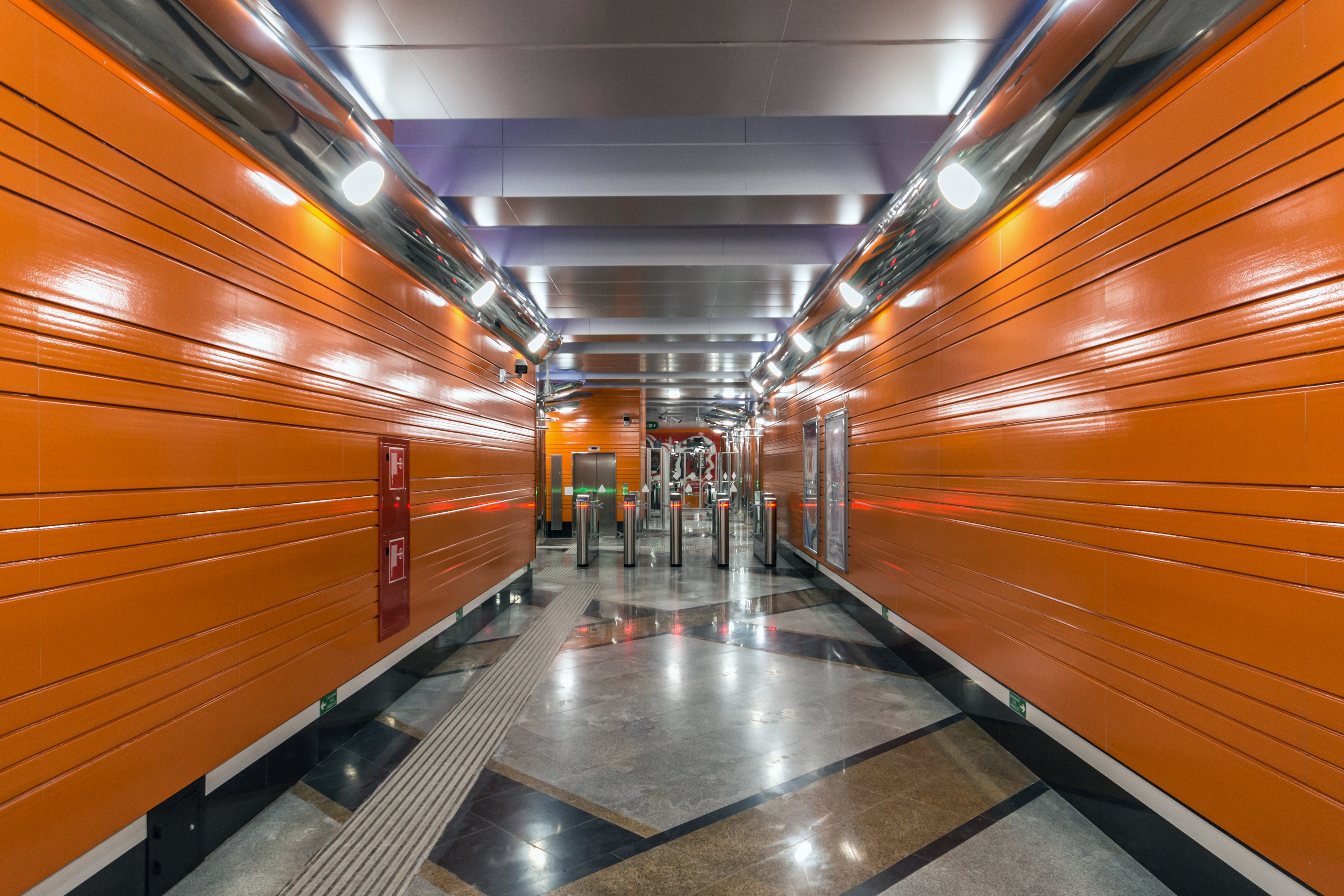
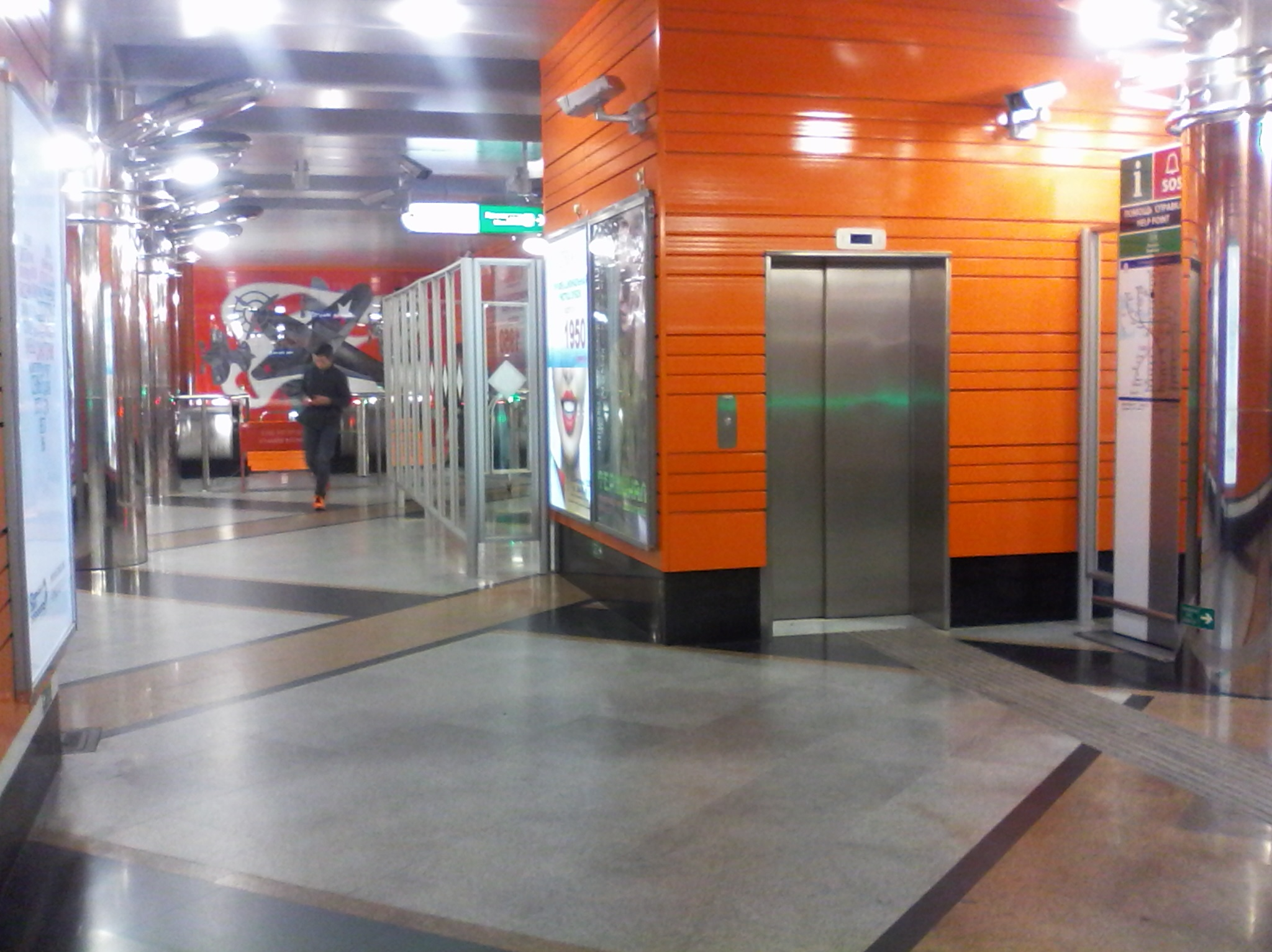

### Desserte
Begovaïa est desservie par les rames de la ligne 3 du métro de Saint-Pétersbourg. Les quais sont équipés de portes palières.

Installations
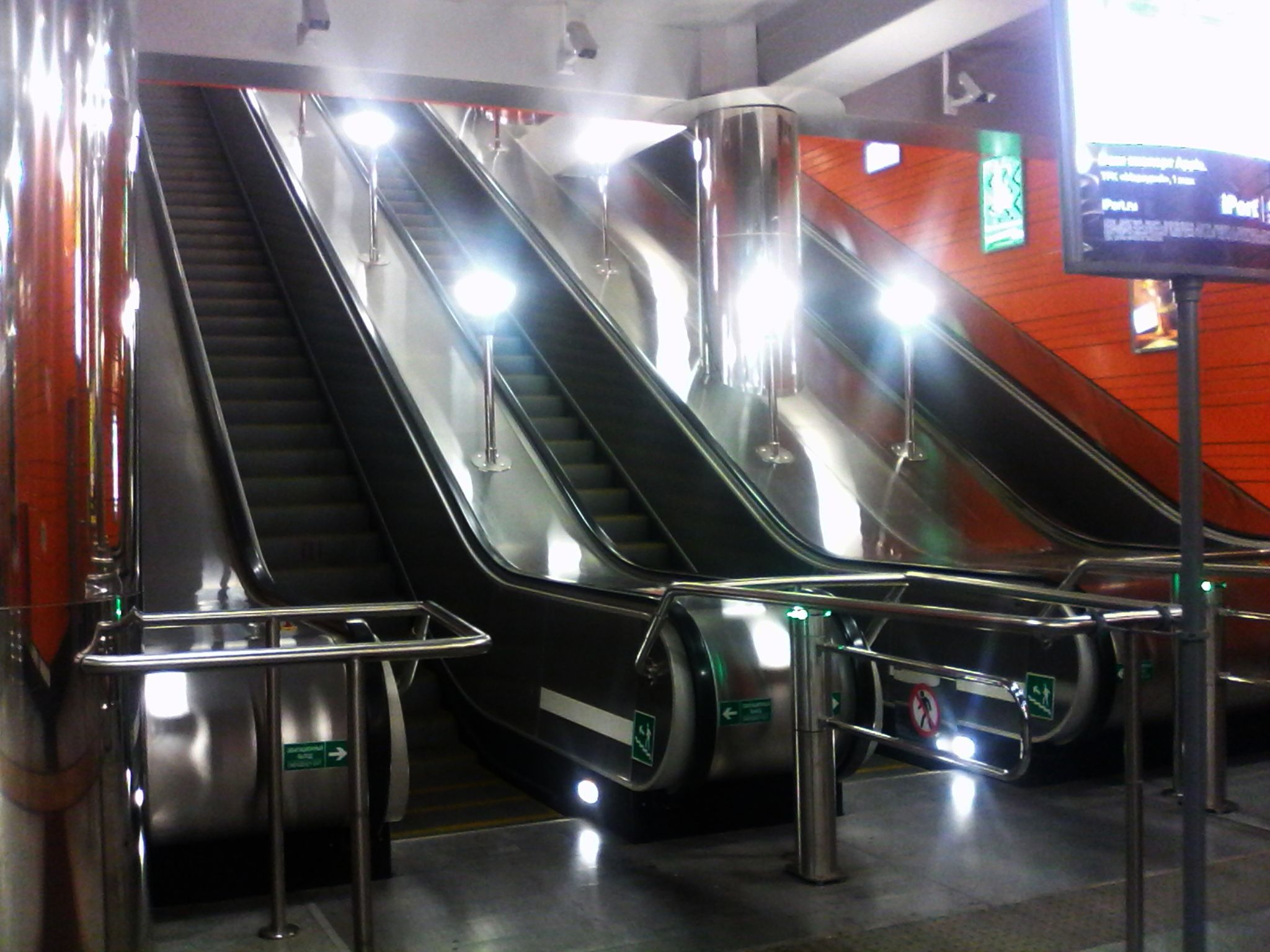
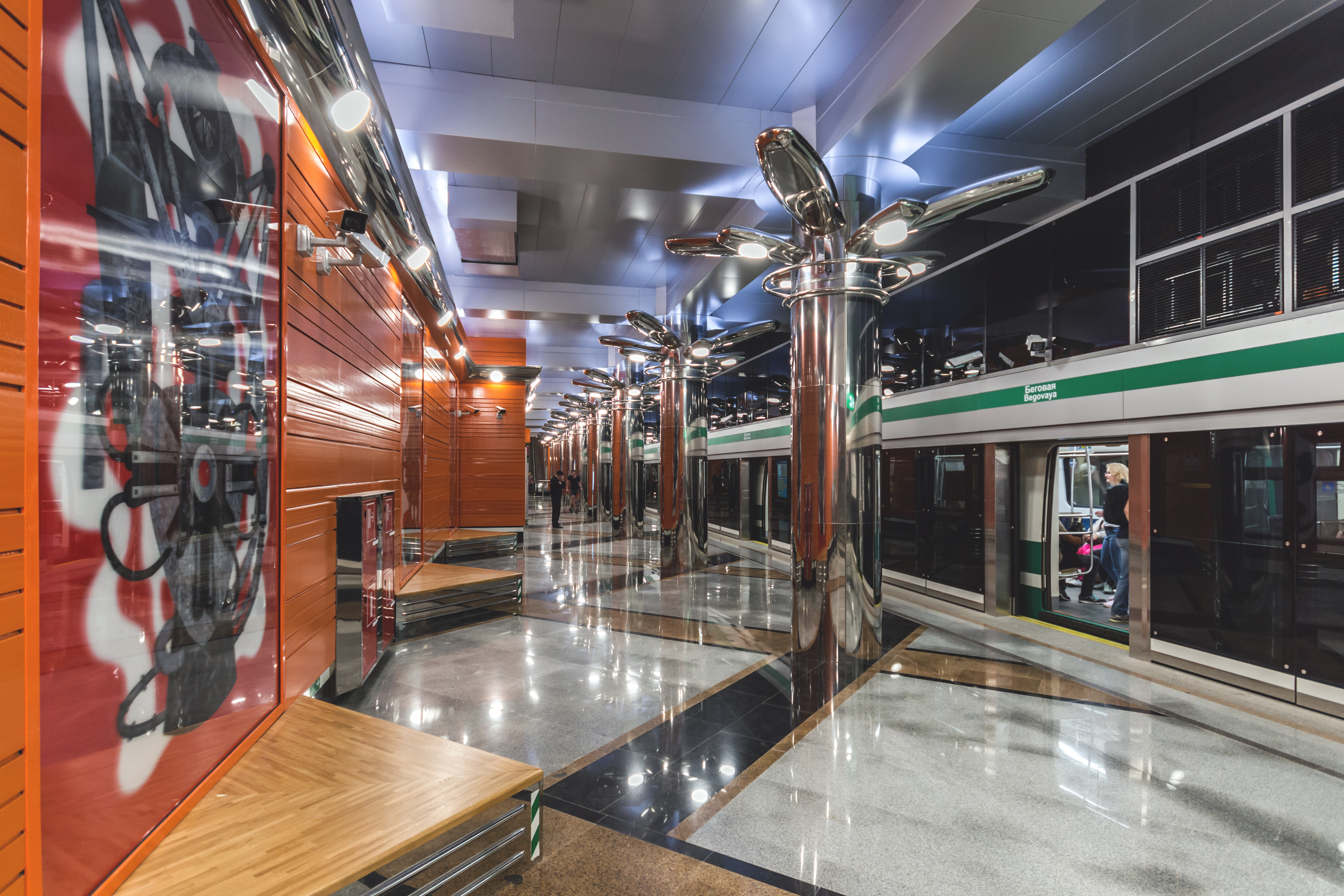
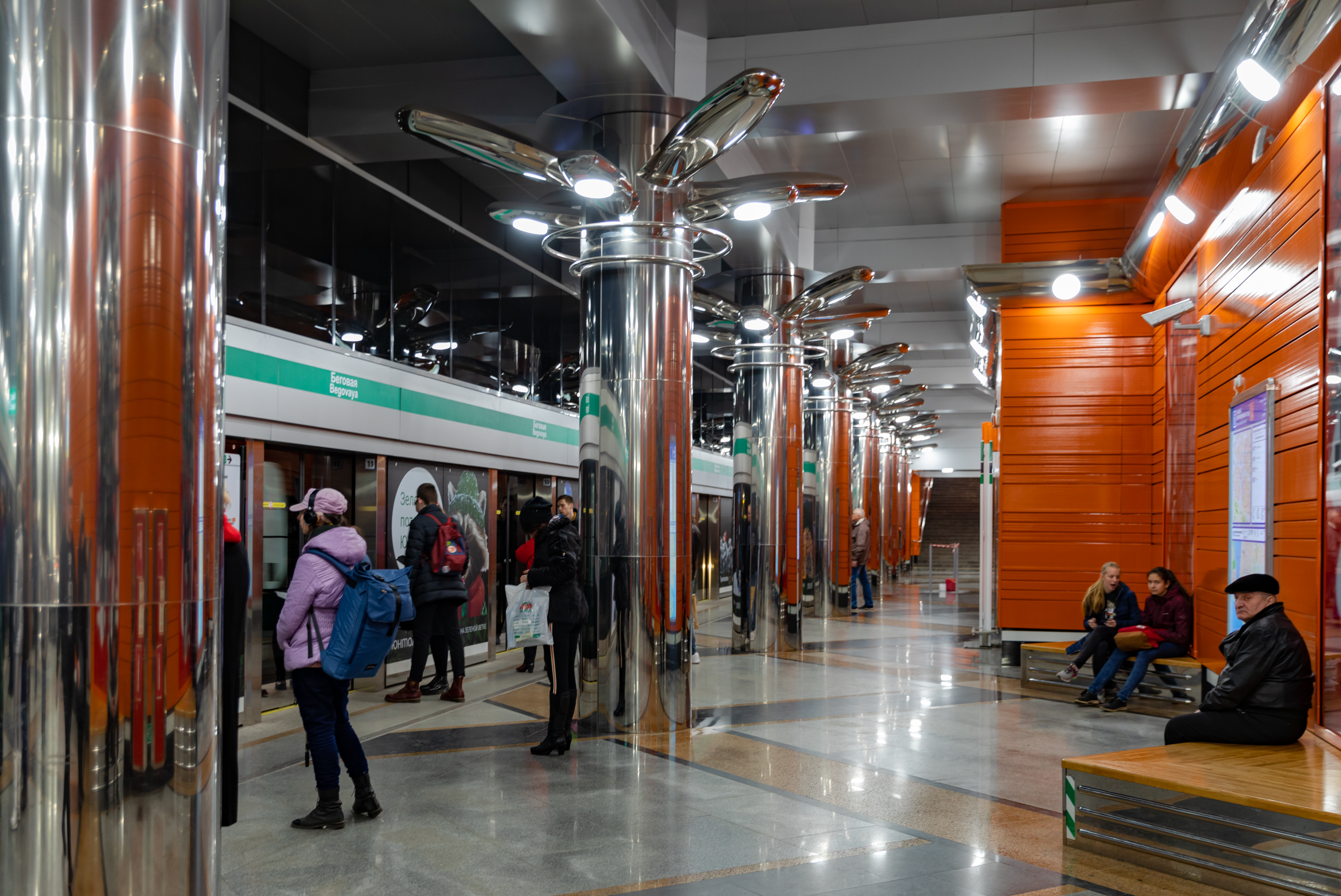

### Intermodalité
À proximité, une station du tramway de Saint-Pétersbourg est desservie par les lignes 19 et 48, et des arrêts de bus sont desservis par de nombreuses lignes.